# Wilhelm Stenhammar
Carl Wilhelm Eugen Stenhammar (Estocolm, 7 de febrer de 1871 - Jonsered, Västergötland, 20 de novembre de 1927) va ser un compositor, pianista i director d'orquestra suec. Va ser un dels més importants compositors i pianistes del seu país de principis del segle xx.
Wilhelm Stenhammar pertanyia a la família cultural Stenhammar. Era fill del compositor i arquitecte Per Ulrik Stenhammar i de la comtessa Louise Rudenschöld i germà de l'arquitecte Ernst Stenhammar. Wilhelm Stenhammar es va casar amb l'artista Helga Westerberg i va ser el pare dels cantants Claes Göran i Hillevi Stenhammar. El seu sobrenom a la família era Sten.

## Joventut
De jove, Stenhammar era conegut com a pianista, però també va estudiar harmonia, cosa que ja el 1879–1880 el va portar a fer les seves primeres petites composicions. Els primers que es van imprimir van ser L'ocell sobre una branca congelada i L'alosa, que es van incloure a "Pictures from the lifes of animals for school and home" publicat per la princesa Eugénie el 1883. Les composicions infantils consistien principalment en peces per a piano (sonates) i vocals. música per a la pràctica musical a casa, inclosa una òpera després de la princesa La Bella dorment de Zacharias Topelius. L'escenari de I skogen d'Albert Theodor Gellerstedt, que es va publicar el 1892, es va compondre el 1887. En aquesta època, Stenhammar era estudiant de la "New Elementary School" d'Estocolm però es va revoltar en contra d'anar a l'escola i a partir de març de 1888 es va dedicar completament a estudiar la música. El seu professor de piano va ser Richard Andersson, va estudiar contrapunt i composició amb Joseph Dente el 1888–1889 i Emil Sjögren, tocant orgue amb Gustaf Wilhelm Heintze i August Lagergren.
Es va graduar com a organista privat el 1890 i va ser organista durant un parell d'anys a l'església francesa d'Estocolm. Paral·lelament als seus estudis, va fer diverses composicions com les balades corals Prinsessan och svennen (a un text de Karl Alfred Melin) que es va iniciar el 1886 o 1887 on es va interpretar la primera part I rosengården el 1892 i Snöfrid a Viktor. El text de Rydberg de 1891, així com les tres cançons corals a capella a poemes de Jens Peter Jacobsen 1890, la balada Florez i Blanzeflor a text d'Oscar Levertin 1891, un gran nombre de cançons com Lokkeleg, Aftenstemning i Ballad (1888), När sol går ned i Irmelin Rose (1889) i tres cançons a text de Heinrich Heine. A l'hivern de 1891-1892, Stenhammar va començar a aparèixer més sovint com a pianista, inclòs amb Tor Aulin i el seu quartet de corda. A la primavera de 1892, va començar a compondre una òpera de Gildet på Solhaug d'Henrik Ibsen amb només supressions insignificants en el text original. Va ser interpretada per primera vegada a Stuttgart el 1899 i a Estocolm el 1902. A l'hivern de 1892-1893 va continuar els seus estudis de piano a Berlín amb Karl Heinrich Barth.
A l'inici de la seva carrera, va rebre una forta influència de Richard Wagner i Anton Bruckner, però finalment va desenvolupar un estil més lleuger i de tint nòrdic, influenciat per Jean Sibelius i Carl Nielsen, entre d'altres.

## Composicions i inspiració

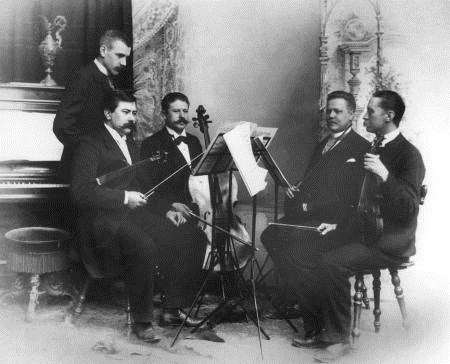
Wilhelm Stenhammar (dempeus) amb el Quartet Aulin.

La primera de les simfonies de Stenhammar és en fa major i va ser composta entre 1902 i 1903. Té una durada aproximada de 50 minuts, requereix una gran orquestra, sona molt romàntic i està influenciat, entre altres coses, per les obres de Bruckner en el gènere. Poc després de ser interpretada per primera vegada, el compositor la va retirar, trobant-la massa impersonal. Aleshores Stenhammar havia escoltat la segona simfonia del seu amic Sibelius i se n'havia vist aclaparat. La pròpia orquestra de Stenhammar, la Simfònica de Göteborg, però, va incloure aquesta simfonia al seu repertori molt després de la seva mort.
La Segona Simfonia en Sol menor va ser escrita entre 1911 i 1915 i es va convertir en una obra fortament personal. Té una durada d'uns 45 minuts. L'estil no és romànticament exuberant sinó més aviat ajustat, però la música segueix sent apassionada. Alguns temes tenen un caràcter de cançó popular. L'ambició de Stenhammar amb aquesta simfonia era escriure "música sòbria i honesta sense tòpics". Com que no volia estar familiaritzat amb la seva primera simfonia, simplement va anomenar l'obra "Simfonia en sol menor". Avui, però, es coneix com la seva "Simfonia núm. 2".
Igualment important en la producció de Stenhammar com la segona simfonia és la Serenata en fa major d'aproximadament 35 minuts de durada de 1913 (reelaborada el 1919). Comença i acaba amb una serenata alegre, però entremig conté drama i malenconia "nòrdica". Stenhammar va tenir la idea de la serenata durant una estada prolongada a Itàlia.
La diferència entre els dos concerts per a piano de Stenhammar és semblant a la diferència entre les dues simfonies: la primera és àmplia i romàntica mentre que la segona és més curta i més condensada. La primera va ser escrita ja el 1893 (és l'"opus 1" del compositor, la seva primera obra madura), i la segona es va afegir entre 1904 i 1907. La partitura del primer concert es va destruir quan l'editorial alemanya va ser bombardejada durant la Segona Guerra Mundial. Tanmateix, la part solista i l'extracte per a piano del concert es van conservar a Suècia i, per tant, Kurt Atterberg va poder reconstruir una partitura, que es va utilitzar fins que es va trobar una còpia desconeguda de la partitura original en una biblioteca nord-americana a principis dels anys noranta.

## Temps de Göteborg
Wilhelm Stenhammar va ser director en cap de l'associació d'orquestres de Göteborg, ara Simfònica de Göteborg, durant els anys 1907-1922. Durant l'època de Stenhammar, l'orquestra sovint tocava música dels seus amics personals Jean Sibelius i Carl Nielsen (les obres dels quals segueixen sent el repertori principal d'aquesta orquestra avui). Stenhammar va arribar a anomenar Stenhammarsalen, una sala de concerts més petita a la sala de concerts de Göteborg.
El juny de 1909, Stenhammar va rebre una carta del rector de la Universitat d'Uppsala, Henrik Schück, on li va demanar a Stenhammar que sol·licitava el càrrec de director de música després d'Ivar Hedenblad. Stenhammar va respondre a la carta i va dubtar si era adequat, però Schück va informar en una altra carta que Stenhammar era exactament la persona que buscaven. Van seguir diverses cartes i Stenhammar també va demanar consell als seus amics, entre ells Tor Aulin. Stenhammar va enviar la seva sol·licitud, però amb la condició que se li permetés deixar l'any de joc 1909–1910 per acabar els seus compromisos a Göteborg. La universitat va decidir el 20 d'octubre cedir el càrrec a Stenhammar (entre els sol·licitants hi havia Hugo Alfvén i Ruben Liljefors). No obstant això, l'associació d'orquestres de Göteborg tenia ganes de mantenir-lo i va presentar una nova solució per al càrrec de director de banda allà, la qual cosa va fer que Stenhammar escrigués la seva "dimissió definitiva" el 5 de novembre. Així, va ser director de música a Uppsala durant tot just un mes, però de facto mai va ocupar el càrrec.
Stenhammar va ser guardonat amb un doctorat honoris causa a la Universitat de Göteborg el 16 de setembre de 1916, en relació amb el 25è aniversari de l'escola.

## Els últims anys

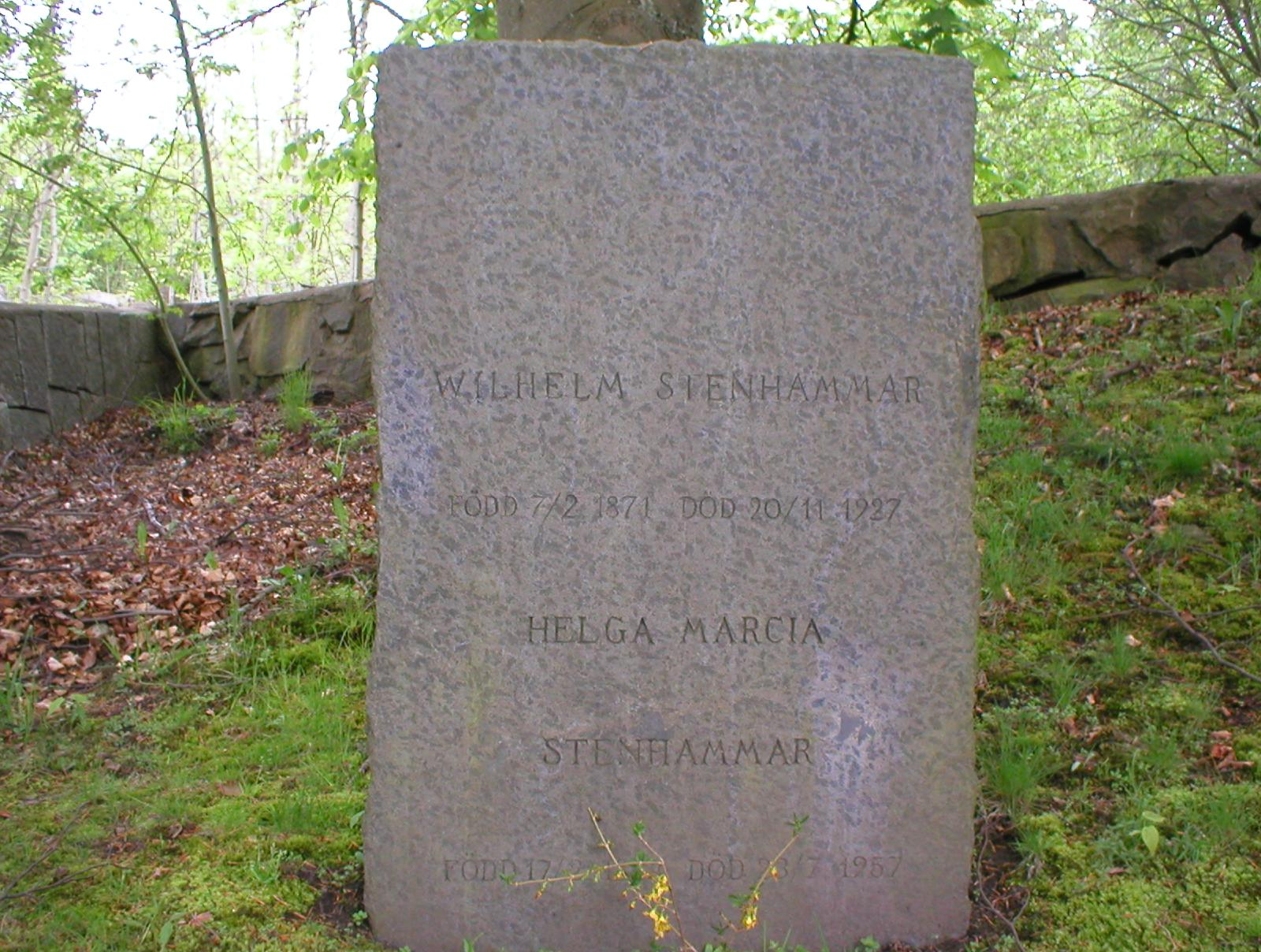
La làpida de Stenhammar

L'última obra important publicada de Stenhammar va ser la cantata Sången, escrita per al 150è aniversari de la Reial Acadèmia Sueca de Música el 1921 sobre un text del també compositor i poeta aficionat Ture Rangström. Al voltant de 1920, Stenhammar també va compondre música de teatre d'alta qualitat. En els seus últims anys va estar malalt i no va compondre gaire.
Després de deixar el càrrec de líder de l'Orquestra de Göteborg, Stenhammar va treballar durant un breu període com a director al Teatre Reial (òpera) d'Estocolm, però va renunciar per problemes de salut i es va traslladar a la zona de Göteborg, on va morir. Stenhammar va ser enterrat en un lloc bastant aïllat a Mariebergskyrkogården al districte de Majorna de Göteborg.

### Llista de composicions
Òpera
- El Festí de Solhaug (Gillet på Solhaug), òpera en tres actes per a solistes, cor mixt i orquestra; llibret d'Henrik Ibsen (op. 6; 1892–1896)
- Tirfing, "drama musical mitològic nòrdic" en dos actes (més un pròleg i epíleg) per a solistes, cor mixt, cor de dones i orquestra; llibret d'Anna Boberg (1897–1898)

Simfonies
- Simfonia núm. 1 en fa major, per a orquestra (1902–1903, retirada)
- Simfonia núm. 2 en sol menor, per a orquestra (op. 34, 1911–1915)
- Simfonia núm. 3 en do major (1918–1919, fragmentària)

Concertant
- Concert per a piano núm. 1 en si bemoll menor, per a piano i orquestra (op. 1; 1893)
- Concert per a piano núm. 2 en re menor, per a piano i orquestra (op. 23; 1904–1907)
- Dues Romances Sentimentals, per a violí i orquestra (op. 28; 1910)

Altres obres orquestrals
- Excelsior!, obertura de concert per a orquestra (op. 13; 1896)
- Serenata en fa major, per a orquestra (op. 31; 1908–1913, rev. 1919)

Obres vocals
- Florez i Blanzeflor (Florez och Blanzeflor), balada per a baríton i orquestra; text d'Oscar Levertin (op. 3; 1891)
- Snöfrid, per a soprano, mezzosoprano, tenor, cor mixt i orquestra; text de Viktor Rydberg (op. 5; 1891)
- Ítaca (Ithaka), balada per a baríton i orquestra; text d'Oscar Levertin (op. 21; 1904)
- Un Poble (Ett Folk), cantata per a baríton, cor mixt i orquestra; text de Verner von Heidenstam (op. 22; 1904–1905)
- Migdia d'hivern (Midvinter), rapsòdia per a cor mixt i orquestra (op. 24; 1907)
- La Cançó (Sången), cantata simfònica per a soprano, contralt, tenor, baríton, cor mixt, cor infantil i orquestra (op. 44; 1921)
- Al voltant de 60 cançons

Música de cambra
- Allegro brillant en mi bemoll major, per a quartet de piano (1891)
- Quartet de corda núm. 1 en do major, op. 2 (1894)
- Allegro ma non tanto en la major, per a trio amb piano (1895)
- Quartet de corda núm. 2 en do menor (op. 14; 1896)
- Quartet de corda en fa menor (1897; retirat)
- Quartet de corda núm. 3 en fa major (op. 18; 1897–1900)
- Sonata per a violí en la menor, per a violí i piano (op. 19; 1899–1900)
- Quartet de corda núm. 4 en la menor (op. 25; 1904–1909)
- Quartet de corda núm. 5 en do major (op. 29; 1910)
- Quartet de corda núm. 6 en re menor (op. 35; 1916)

Música per a piano
- Sonata per a piano núm. 1 en do major (1880)
- Sonata per a piano núm. 2 en do menor (1881)
- Sonata per a piano núm. 3 en la bemoll major (1885)
- Sonata per a piano núm. 4 en sol menor (1890)
- Tres Fantasies (op. 11; 1895)
- Sonata per a piano en la bemoll major (op. 12; 1895)
- Finals d'estiu (Sensommarnätter), cinc peces per a piano (op. 33; 1914)

Escena
- Un joc de somni (Ett drömspel), un drama d'August Strindberg (1916)
- Lodolezzi canta (Lodolezzi sjunger), un drama d'Hjalmar Bergman; dirigit per Per Lindberg, op. 39 (1919)
- Tal com vulgueu (Som ni behagar), un drama de William Shakespeare; dirigit per Lindberg (1920)
- Hamlet, un drama de Shakespeare; dirigit per Lindberg (1920)
- Turandot, música incidental per a ensemble de cambra d'un drama de Carlo Gozzi; dirigit per Lindberg (op. 42; 1920)
- Chitra, un drama de Rabindranath Tagore; dirigit per Lindberg (1921)
- Romeu i Julieta, un drama de Shakespeare; dirigit per Lindberg (1922)